# Leichtathletik-Weltmeisterschaften 2009/Teilnehmer (Guatemala)
| Gelbes Symbol für Goldmedaillen mit stilisierten Olympischen Ringen | Graues Symbol für Silbermedaillen mit stilisierten Olympischen Ringen | Braundes Symbol für Bronzemedaillen mit stilisierten Olympischen Ringen |
| ------------------------------------------------------------------- | --------------------------------------------------------------------- | ----------------------------------------------------------------------- |
| —                                                                   | —                                                                     | —                                                                       |

Der Leichtathletik-Verband Guatemalas stellte zwei Athleten bei den Leichtathletik-Weltmeisterschaften 2009 in Berlin.

## Ergebnisse

### Männer

#### Laufdisziplinen
| Athlet            | Disziplin   | Vorlauf | Vorlauf | Halbfinale | Halbfinale | Finale       | Finale |
| Athlet            | Disziplin   | Zeit    | Platz   | Zeit       | Platz      | Zeit         | Platz  |
| ----------------- | ----------- | ------- | ------- | ---------- | ---------- | ------------ | ------ |
| José Amado García | Marathon    |         |         |            |            | 2:22:00 h SB | 47     |
| Luis García       | 50 km Gehen |         |         |            |            | 4:18:13 h SB | 30     |